# Мала Боровиця

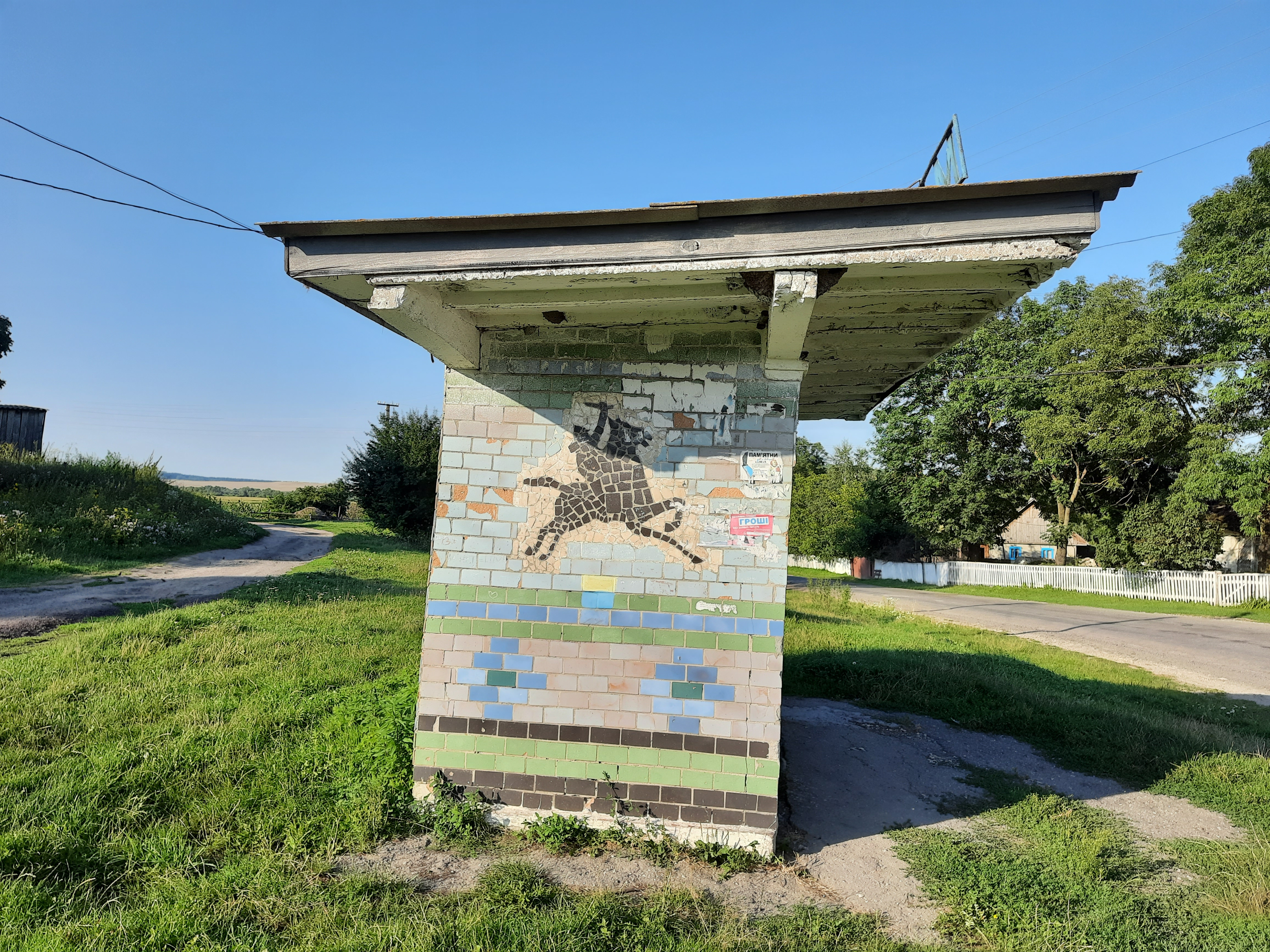
Автобусна зупинка

Мала́ Боро́виця — село в Україні, у Білогірській селищній громаді Шепетівського району Хмельницької області. Населення становить 192 особи.

## Історія
Перша згадка 1591 рік.
Згідно опису володінь Анни Острозької, складеного 2 червня 1654 р., давніше в с. Мала Боровиця (Borowica Mala) з фільварком було 7 волок і 24 підданих, нині лишилось 5 підданих. Млинок з 1 каменем і ступою; другий млинок спустошений
У 1906 році село Перерославської волості Острозького повіту Волинської губернії. Відстань від повітового міста 29 верст, від волості 8. Дворів 58, мешканців 342.
7 (20) листопада 1917 року, відповідно до Третього Універсалу Української Центральної Ради, увійшло до складу Української Народної Республіки.
До 2020 орган місцевого самоврядування — Малоборовицька сільська рада, якій були також підпорядковані села Загребля, Заріччя, Зіньки та Карпилівка.
12 червня 2020 року, відповідно до розпорядження Кабінету Міністрів України № 727-р «Про визначення адміністративних центрів та затвердження територій територіальних громад Хмельницької області», увійшло до складу Білогірської селищної громади.
19 липня 2020 року, в результаті адміністративно-територіальної реформи та ліквідації Білогірського району, село увійшло до складу новоутвореного Шепетівського району.

## Населення

### Мова
Розподіл населення за рідною мовою за даними перепису 2001 року:
| Мова       | Кількість | Відсоток |
| ---------- | --------- | -------- |
| українська | 297       | 98.34%   |
| російська  | 5         | 1.66%    |
| Усього     | 302       | 100%     |

## Пам'ятки
- Йосиповецький ландшафтний заказник

## Відомі люди
В селі народився Омельчук Григорій Купріянович (нар.1920 — пом.1983) — Герой Радянського Союзу, командир батальйону, 1317-го стрілецького полку, капітан.